# Salacia cerasifera
Salacia cerasifera är en benvedsväxtart som beskrevs av Friedrich Welwitsch och Daniel Oliver. Salacia cerasifera ingår i släktet Salacia och familjen Celastraceae. Utöver nominatformen finns också underarten S. c. wendjiensis.